# الرقابة (أولاد يعيش)
الرقابة هو دُوَّار يقع بجماعة أولاد ايعيش، إقليم بني ملال، جهة بني ملال خنيفرة في المملكة المغربية. ينتمي الدوّار لمشيخة أولاد يعيش التي تضم 4 دواوير. يقدر عدد سكانه بـ 283 نسمة حسب الإحصاء الرسمي للسكان والسكنى لسنة 2004.

## روابط خارجية
- البوابة الوطنية للجماعات الترابية
- المندوبية السامية للتخطيط